# پایانه-N

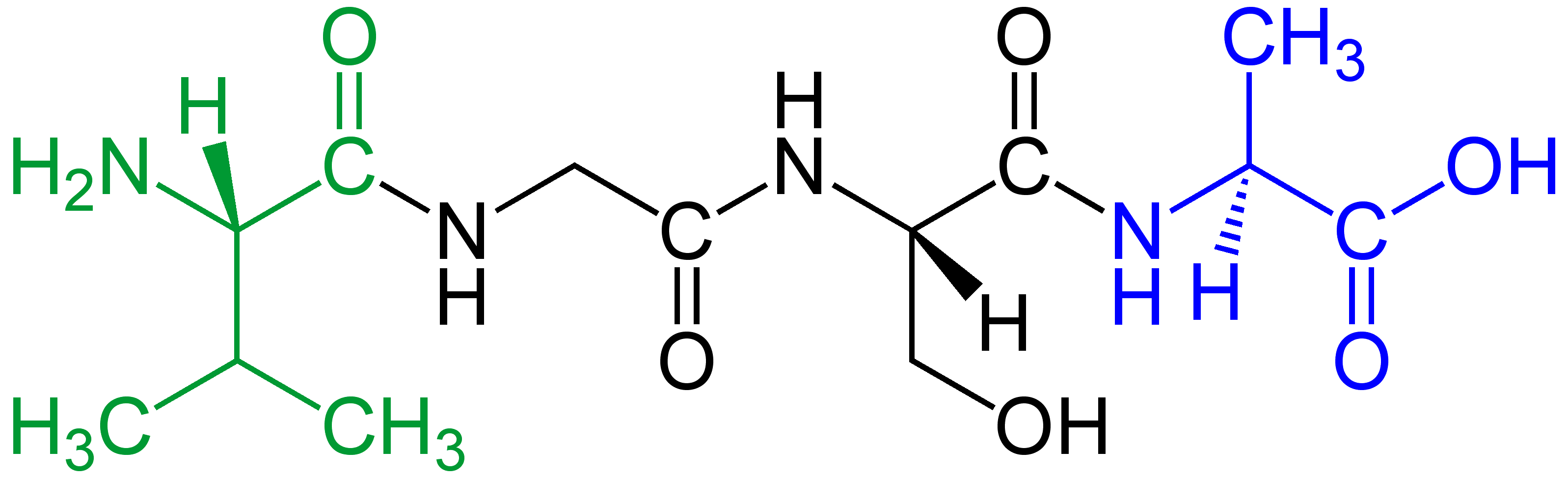
یک تتراپپتید (در این مثال: Val-Gly-Ser-Ala) که در آن پایانه-N آلفا-آمینو اسید (در این مثال:ال-والین) به رنگ سبز و پایانه-C آلفا-آمینو اسید (در این مثال: ال-آلانین) به رنگ آبی نشان داده شده‌است. این تتراپپتید می‌تواند توسط توالی RNA پیام‌رسان ۵'-GUUGGUAGUGCU-'3 رمزگذاری شود.

پایانه-N (که با عنوان ترمینال-N، ترمینال آمینو، پایانه آمینو، ترمینال-NH۲ و پایانه-NH۲ نیز شناخته می‌شود) قسمت آغازین یک پروتئین یا پلی‌پپتید است که به گروه آمین آزاد (-NH2) واقع در انتهای یک توالی آمینواسیدی در رشته پلی‌پپتید اشاره دارد. در داخل یک پپتید، گروه آمینِ یک آمینو اسید به گروه کربوکسیلیک اسیدِ آمینو اسیدِ دیگر متصل می‌شود و تشکیل یک زنجیره می‌دهد. این فرایند باعث می‌شود یک گروه کربوکسیلیک آزاد در یک انتهای پپتید به نام پایانه-C و یک گروه آمین آزاد در انتهای دیگر به نام پایانه-N ایجاد نماید. طبق قرارداد، توالی‌های پپتیدی از پایانه-N تا پایانه-C، از چپ به راست (در سیستم‌های نوشتاری چپ به راست) نوشته می‌شوند. این امر جهت ترجمه را با جهت متن مرتبط می‌کند (زیرا وقتی پروتئینی از RNA پیام‌رسان ترجمه می‌شود، از پایانه-N به پایانه-C ایجاد می‌شود، به عبارت دیگر، آمینو اسیدها به انتهای کربوکسیل اضافه می‌شوند).